# Helmut Mejcher

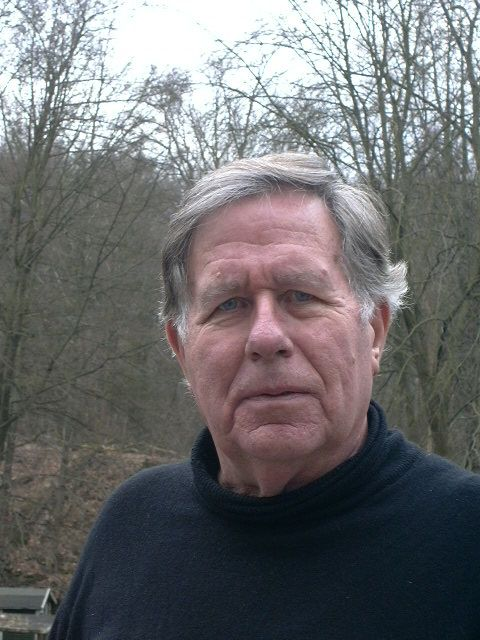
Helmut Mejcher

Helmut Johann Friedrich Mejcher (* 17. September 1937 in Viersen) ist ein deutscher Historiker. Von 1977 bis zu seiner Emeritierung im Jahre 2002 lehrte er als Professor für Neuere Geschichte des Nahen Ostens und Mittelmeerraumes an der Universität Hamburg.

## Leben
Nach einigen Lehr- und Wanderjahren studierte Mejcher Anglistik, Geschichte, Philosophie und Politikwissenschaften an den Universitäten Bonn, Bangor (Wales) und Tübingen. Von 1967 bis 1970 war er Stipendiat am Middle East Centre des St. Antony’s College der Universität Oxford. Dort promovierte er zum Thema „The Birth of the Mandate Idea and its Fulfilment in Iraq up to 1926“. Von 1970 bis 1977 war er Wissenschaftlicher Assistent am Seminar für Zeitgeschichte der Universität Tübingen. Längere Forschungsaufenthalte in Ländern des Nahen Ostens, Nordafrikas, in den USA und Großbritannien. Seine Forschung bezieht sich in erster Linie auf die Geschichte der arabischen Welt, v. a. Irak, Ägypten, Palästina sowie Saudi-Arabien, im 20. Jahrhundert unter besonderer Berücksichtigung der Erdölpolitik sowie der internationalen Beziehungen.

## Schriften

### Bücher
- Imperial Quest for Oil: Iraq 1910–1928, London: Ithaca (St. Antony’s Middle East Mon-ographs No. 6), 1976.
- Die Arabische Welt: Aufbruch in die Moderne, Stuttgart: Klett Quellen- und Arbeitshefte zur Geschichte und Politik, 1976, 2. Aufl. 1979.
- Die Politik und das Öl im Nahen Osten, Stuttgart: Klett-Cotta 2 Bde., (1980, 1990).
- Zeiten und Menschen, Ausgabe K, Geschichte für Kollegstufe und Grundstudium (Zus. mit E. Goerlitz, E. Meier, Kerrin Gräfin Schwerin), Paderborn: Schöningh-Schrödel, 1982, Neubearbeitung Hg. Joachim Immisch, 2. Aufl. 1990.
- Die Palästina-Frage 1917–1948: Historische Ursprünge und Internationale Dimensionen eines Nationenkonflikts (Hg. mit Alexander Schölch), Paderborn: Schöningh 1981, 2. erweiterte Aufl. 1993.
- Oil, the Middle East, North Africa and the Industrial States: Developmental and International Dimensions (Hg. mit Klaus Jürgen Gantzel), Paderborn: Schöningh 1984.
- Geschichte der arabischen Welt (Hg. Ulrich Haarmann), Kap. IX: Der arabische Osten im zwanzigsten Jahrhundert 1914–1985, S. 432–501, München: Beck 1987, 5. Aufl. 2004. Übersetzung in Italienisch: Torino 2010.
- Die ägyptische Gesellschaft im 20. Jahrhundert (Hg. mit Alexander Schölch), Hamburg: Deutsches Orient-Institut, 1992.
- Sinai, 5. Juni 1967: Krisenherd Naher und Mittlerer Osten, München: dtv (20 Tage im 20. Jahrhundert), 1998, 2. Aufl. 1999; Übersetzungen in Polnisch: Warschau 1999, in Italienisch (erweitert): Bologna 2000, in Chinesisch: Taipei 2000 und Peking 2001.
- Franz F. Schmidt-Dumont: Briefe an mein Hedekind (Hg. mit Marianne Schmidt-Dumont), Hamburg-Wohldorf: Privatdruck für Familie und Freunde, 2007.
- The Struggle for a New Middle East in the 20th Century: Studies in Imperial Design and National Politics (Hgs. Camilla Dawletschin-Linder und Marianne Schmidt-Dumont), Berlin/Münster: LIT Verlag (Periplus Studien Bd. 11), 2007.
- Franz Frederik Schmidt-Dumont: Von Altona nach Ankara, Ein hanseatisches Leben im Vorderen Orient (1882–1952). Berlin/Münster: LIT Verlag (Studien zur Zeitgeschichte des Nahen Ostens und Nordafrikas Bd. 16), 2010.
- Zeithorizonte im Nahen Osten: Studien und Miszellen zur Geschichte im 20. Jahrhundert (Hgs. Sonja Mejcher-Atassi und Marianne Schmidt-Dumont), Berlin/Münster: LIT Ver-lag (Periplus Studien Bd. 16) 2012.
- Der Nahe Osten im Zweiten Weltkrieg, Paderborn: Schöningh, 2017.
- Fusul min tarikh al-sharq al-awsat (articles by Helmut Mejcher translated into Arabic), ed. Sonja Mejcher-Atassi, Beirut: Dar al-Tanweer, 2017.

### Aufsätze
- Zahlreiche Aufsätze in deutscher, englischer und arabischer Sprache in Fachzeitschriften und Konferenzbänden, gesammelt u. a. in The Struggle for a New Middle East in the 20th Century: Studies in Imperial Design and National Politics (2007) und Zeithorizonte im Nahen Osten: Studien und Miszellen zur Geschichte im 20. Jahrhundert (2012).

### Herausgeberschaft
- Studien zur Zeitgeschichte des Nahen Ostens und Nordafrikas, gegründet mit Camilla Dawletschin-Linder und Marianne Schmidt-Dumont, Berlin/Münster: LIT Verlag, 20 Bde.

### Rezensionen
- Buchbesprechungen in folgenden Fachzeitschriften: British Journal of Middle Eastern Studies, Gazelle Review of Middle Eastern Literature, Historische Zeitschrift, International Journal of Middle East Studies, The International History Review, Der Islam, Militärgeschichtliche Mitteilungen, Orient, Politische Vierteljahresschrift, Vierteljahrschrift für Sozial- und Wirtschaftsgeschichte, Die Welt des Islams, Die Welt des Orients, Zeitschrift der Deutschen Morgenländischen Gesellschaft, Zeitschrift für Unternehmensgeschichte; größere Sammelbesprechungen sind in der von der Bundeszentrale für politische Bildung herausgegebenen Zeitung Das Parlament veröffentlicht unter den Titeln: Ein Standardwerk über Jordanien (1976); Lektüre für Arabien-Reisende (1977); Auskunft über den Iran (1978); Orient und Okzident – eine Schicksalsgemeinschaft (1981); Der unruhige Nahe Osten (1984); Wege nach Palästina (1984); Die Welt des Islams aus europäischer Sicht (1987); Die PLO – eine Analyse (1987); Informationen über den Vorderen Orient (1988); Ayatollah Chomeini und die islamische Revolution (1988); Politischer Alltag in Palästina (1989); Die Palästinenser im Schatten des Golfkonflikts? (1990); Israel – quo vadis? (1992); Die Herausforderung durch den Islam (1992); Eine langsame Annäherung an den Frieden (1993); Der Nahe Osten und Europa: Eine lange und zwiespältige Beziehung (1994); Das Verhältnis zwischen Palästinensern und Israelis: Vom schwierigen Weg zum Frieden (1995); Zwischenbilanzen der politischen Entwicklung im Nahen Osten: Gelingt der Friedensprozess im Heiligen Land? (1996); Eine neue Richtung in der israelischen Politik: Der Weg in eine ungewisse Zukunft (1997); Drei Publikationen zum stockenden Friedensprozess im Nahen Osten: Zwischen Entfremdung und Neubeginn (1998)

### Dokumentarfilme (Mitwirkung)
- 5. Juni 1967: Krisenherd Naher und Mittlerer Osten, ARD-BR (München), 1999.
- Auf gefährlichen Pfaden – Die Baghdadbahn, LAVA Film (Berlin), Arte, 2007.
- HOT SPOT FILMS: Arshifuhum wa-tarikhuna: ahlam al-wahda wal-ittihad (Ihre Archive und unsere Geschichte: Träume von Einheit und Vereinigung), (2 Teile, Aljazeera), 2007.
- Gefangen in Bittersee. Schiffsfalle Suez-Kanal, Neue Cut OUT Film-Berlin. Arte, 2009.

### Öffentlichkeitsarbeit
- Langjähriges Mitglied der British Society for Middle Eastern Studies (BRISMES)
- Gründungs- und Vorstandsmitglied der Deutschen Arbeitsgemeinschaft Vorderer Orient (DAVO)
- Gründungs- und Vorstandsmitglied des Hamburger Orient-Forums
- Stellvertr. Vorsitzender der Deutschen Orient-Stiftung des Nah- und Mittelost-Vereins e.V. (NuMOV) Berlin (vormals Hamburg)
- Fördermitglied der Independent Afghan Women Association e.V. (IAWA), Bremen; Zielsetzung Bau von Schulen für Mädchen in Afghanistan